# Ганьчжоу (район)
Ганьчжо́у (кит. упр. 甘州, пиньинь Gānzhōu) — район городского подчинения городского округа Чжанъе провинции Ганьсу (КНР). Название района происходит от средневековой области, органы власти которой размещались в этих местах.

## История
В эпоху Воюющих царств в этих местах жили усуни, юэчжи, затем эти места взяли под контроль сюнну. При империи Западная Хань во времена императора У-ди сюнну были разгромлены Хо Цюйбином, и эти места были присоединены к империи Хань; в 104 году до н. э. был создан округ Чжанъе (张掖郡). Во времена диктатуры Ван Мана он был в 9 году переименован в Шэпин (设屏郡), но после установления империи Восточная Хань округу в 27 году было возвращено прежнее название. В 144 году округ сильно пострадал от мощного землетрясения.
При империи Западная Цзинь в этих местах был создан уезд Юнпин (永平县).
В 397 году Дуань Е провозгласил в этих местах образование государства Северная Лян. В 439 году Северная Лян была завоёвана государством Северная Вэй. После распада Северной Вэй эти места с 534 года оказались в составе государства Западная Вэй. В 554 году округ Чжанъе был переименован в область Ганьчжоу (甘州); иероглиф «гань» («сладкий») был выбран в качестве названия области потому, что в этих местах находился источник, вода которого имела сладкий вкус.
При империи Суй в 583 году уезд Юнпин был переименован в Цзюцюань (酒泉县), а в 606 году — в Чжанъе (张掖县).
При империи Поздняя Лян в 911 году Ганьчжоу была завоёвана уйгурами, которые в 928 году покорились государству Поздняя Тан. В 1028 году тангуты создали государство Западная Ся, и эти земли вошли в его состав. Позднее тангутское государство было уничтожено монголами и эти земли вошли в состав империи Юань; в Ганьчжоу останавливался Марко Поло во время своего путешествия в Китай.
При империи Мин в 1372 году в этих местах разместился Ганьсуский караул (甘肃卫). При империи Цин в 1724 году вновь был создан уезд Чжанъе.
Примерно в 1640-х годах XVII века это провинция была завоевана Султан Саид Баба-ханом. 
В 1949 году был создан Специальный район Чжанъе (张掖专区), и эти земли вошли в его состав. В 1950 году он был расформирован, и эти земли перешли в состав Специального района Увэй (武威专区).
В 1955 году Специальный район Цзюцюань и Специальный район Увэй были объединены в Специальный район Чжанъе. В 1958 году уезд Линьцзэ был разделён между уездами Чжанъе и Гаотай, уезд Чжанъе был преобразован в город Чжанъе. В 1961 году город Чжанъе был расформирован, и вновь был создан уезд Чжанъе.
В 1970 году Специальный район Чжанъе был переименован в Округ Чжанъе (张掖地区). В 1985 году уезд Чжанъе был преобразован в городской уезд Чжанъе.
Постановлением Госсовета КНР от 1 марта 2002 года были расформированы округ Чжанъе и городской уезд Чжанъе, и образован городской округ Чжанъе; территория бывшего городского уезда Чжанъе стала районом Ганьчжоу в его составе.

## Административное деление
Район делится на 5 уличных комитетов, 13 посёлков, 4 волости и 1 национальную волость.